# 곤도 아키히코
곤도 아키히코(近藤顕彦, 1983년 5월 31일 ~ )는 2018년 공식 결혼식에서 가상의 보컬로이드 캐릭터 하츠네 미쿠와 상징적으로 결혼한 것으로 알려진 일본 남성이다. 고등학교 때 곤도는 실제 여성에게 관심이 있었지만 거부당했다. 얼마 지나지 않아 그는 결혼하지 않기로 결정했다. 나중에 곤도는 직장에서 괴롭힘을 당했고 우울증으로 인해 병가를 냈다. 2007년에 떠나는 동안 곤도는 하츠네 미쿠를 발견했다. 이것은 곤도가 직장으로 돌아가는 데 도움이 되었다. 2017년에 그는 하츠네 미쿠를 포함하여 사람들이 홀로그램과 상호 작용할 수 있게 해주는 게이트박스 장치를 구입했다. 이 장치는 곤도가 캐릭터와 결혼식을 올리기로 결정하는 데 더욱 도움이 되었다. 비공식적으로 진행된 결혼은 사람들로부터 엇갈린 반응을 불러일으켰다.
그 이후로 곤도는 교토 대학을 포함하여 자신의 관계에 대해 강의를 해왔다. 이후 그는 픽토섹슈얼(허구의 인물에게 낭만적인 매력을 느끼는 사람들)로 확인되었다. 곤도는 2023년에 이 주제에 대한 대중의 이해를 돕기 위해 픽토섹슈얼리티 일반 법인 협회를 설립했다. 소식통에 따르면 곤도는 픽토섹슈얼의 권리와 수용을 위한 투사로 확인되었다. 한 교수는 그를 "픽토섹슈얼 운동의 선구자"라고 묘사했다. 2023년 10월 현재 곤도는 공립학교 행정관이며 도쿄도에 거주하고 있다.